# 禁断
| ウィキペディアには「禁断」という見出しの百科事典記事はありません（タイトルに「禁断」を含むページの一覧/「禁断」で始まるページの一覧）。 代わりにウィクショナリーのページ「禁断」が役に立つかもしれません。 |